# All Along the Watchtower
„All Along the Watchtower“ je singl, který napsal a nahrál americký písničkář Bob Dylan. Písnička se objevila na jeho albu John Wesley Harding, které vyšlo v roce 1967. Písnička se také objevuje na většině kompilací Dylanových největších hitů. Více než 35 let ji Dylan hrál na svých koncertech a je tedy jednou z nejhranějších písní na Dylanových koncertech. Na různých živých deskách jsou možné slyšet i jiné verze této písně.
Písnička byla přezpívaná nespočetnými hudebníky různých žánrů, většinou se ale blíží interpretaci, kterou nahrál Jimi Hendrix na albu Electric Ladyland. Hendrixova verze této písně, jež vyšla půl roku po Dylanově původním nahrávání, se umístila na 47. místě žebříčku 500 nejlepších písní všech dob, který sestavili redaktoři amerického hudebního časopisu Rolling Stone.